# ویبورگ، دانمارک
ویبورگ، دانمارک (به لاتین: Viborg, Denmark) یک شهر در دانمارک است که در شهرستان ویبورگ واقع شده‌است.

## خصوصیات
ویبورگ ۱٬۴۷۴٫۰۵ کیلومترمربع مساحت و ۳۹٬۲۲۸ نفر جمعیت دارد و ۵۱ متر بالاتر از سطح دریا واقع شده‌است.

## خواهرخوانده
شهرهای لونبورگ، کچکه‌مت، بایو، فرانسه خواهرخوانده‌های ویبورگ، دانمارک هستند.